# Języki urzędowe Rosji
Ogólnonarodowym językiem urzędowym na całym terytorium Rosji jest język rosyjski, co jest zapisane w art. 68 ust. 1 Konstytucji, ust. 2. gwarantuje prawo republik wchodzących w skład Rosji do ustanowienia własnych dodatkowych języków urzędowych funkcjonujących obok rosyjskiego.
Obecnie w skład Rosji wchodzi 21 republik. 20 z tych republik skorzystało z prawa deklarowania własnych języków urzędowych, tylko Karelia nie zatwierdziła we własnej konstytucji dodatkowego języka urzędowego (niemniej języki karelski, fiński i wepski ustanowione są jako dodatkowe języki na niektórych obszarach republiki).

## Lista republik w składzie Rosji, które oprócz języka rosyjskiego zatwierdziły własne języki urzędowe
1. Republika Adygei (Adygeja): język adygejski[2]
2. Republika Ałtaju (Ałtaj): język ałtajski[3]
3. Republika Baszkirii (Baszkiria): język baszkirski[4]
4. Republika Buriacji (Buriacja): język buriacki[5]
5. Republika Chakasji (Chakasja): język chakaski[6]
6. Republika Czeczeńska (Czeczenia): język czeczeński[7]
7. Republika Czuwaska (Czuwaszja): język czuwaski[8]
8. Republika Dagestanu (Dagestan): języki narodów Dagestanu[9]
9. Republika Inguska (Inguszetia): język inguski[10]
10. Republika Sacha (Jakucja): język jakucki[11]
11. Republika Kabardyjsko-Bałkarska (Kabardo-Bałkaria): język kabardyjski, język bałkarski[12]
12. Republika Kałmucji (Kałmucja): język kałmucki[13]
13. Republika Karaczajsko-Czerkieska (Karaczajo-Czerkiesja): język abazyński, język karaczajski, język nogajski, język czerkeski[14]
14. Republika Komi (Komi): język komi[15]
15. Republika Maryjska (Mari El): język maryjski (górnomaryjski i wschodniomaryjski)[16]
16. Republika Mordwińska (Mordowia): język mordwiński (moksza, erzja)[17]
17. Republika Północnoosetyjska – Alania (Osetia Północna): język osetyński[18]
18. Republika Tatarstanu (Tatarstan): język tatarski[19]
19. Republika Tuwy (Tuwa): język tuwiński[20]
20. Republika Udmurcka (Udmurcja): język udmurcki[21]
21. Republika Krymu[22](Krym): język ukraiński, język krymskotatarski

## Liczba języków urzędowych
Dokładne określenie liczby języków urzędowych Rosji nie jest możliwe z kilku powodów.
W Dagestanie oficjalnie urzędowymi są „języki narodów Dagestanu“, ale oficjalnej listy narodów (i języków) nie ma. Spis narodowy 2002 odnotował 23 języki narodów, które można określić za historycznie zamieszkujących Dagestan. Władze dagestańskie informują, że na terenie republiki istnieją 102 narody i narodowości, z czego 14 jest "obdarzonych politycznymi atrybutami", a 30 to narody i narodowości „rdzenne“. Jednak żaden z języków wprost nie został określony jako urzędowy.
Konstytucja Republiki Ałtaju określa jako język urzędowy obok rosyjskiego też „język ałtajski“, lecz w nauce współczesnej przyjęte jest dzielenie na dwa języki: południowoałtajski oraz północnoałtajski.
Konstytucja Republiki Kabardyksko-Bałkarskiej określa jako języki urzędowe obok rosyjskiego też „język kabardyński, język bałkarski“. Konstytucja Republiki Karaczajo-Czerkieskiej określa jako języki urzędowe obok rosyjskiego też „język abazyński, język karaczajski, język nogajski, język czerkeski“. Klasyfikacje naukowe deklarują język kabardyjski jako ten samy język co i „język czerkeski“. Tak samo język bałkarski jest uznawany przez naukę jako ten sam wspólny język karaczajsko-bałkarski co i „język karaczajski“.
Konstytucja Republiki Maryjskiej określa jako języki urzędowe obok rosyjskiego też „język maryjski (górnomaryjski i wschodniomaryjski)“. Określenie w nawiasach w konstytucji wynika z tego, że język maryjski jest mocno zróżnicowany dialektalnie oraz występują w nim dwa standardy literackie: górnomaryjski i wschodniomaryjski.
Konstytucja Republiki Mordwy określa jako język urzędowy obok rosyjskiego też „język mordwiński (mokszański i erzjański)“. Te dwa języki spokrewnione – język moksza oraz język erzja – są łączone we wspólny „język mordwiński“ tylko według tradycji.

## Języki z oficjalnym statusem
Poza językami oficjalnymi, na obszarach zwartego zamieszkiwania mniejszości narodowych, języki tych mniejszości mogą być wprowadzane jako języki z oficjalnym (urzędowym) statusem. Języki te mogą wprowadzać wszystkie jednostki administracyjne Rosji, bez względu na ich status, tj. poza republikami również kraje, obwody, czy okręgi autonomiczne, a języki te wprowadzane są przeważnie na części obszaru takiej jednostki: 
- chantyjski (Chanty-Mansyjski Okręg Autonomiczny[27], Jamalsko-Nieniecki Okręg Autonomiczny[28])
- czukocki (Jakucja)[29]
- dołgański (Jakucja)[29]
- ewenkijski (Jakucja)[29]
- eweński (Jakucja)[29]
- fiński (Karelia)[30]
- jukagirski (Jakucja)[29]
- karelski (Karelia)[30]
- kazachski (Republika Ałtaju)[31]
- komi-permiacki (Okręg Komi-Permiacki Kraju Permskiego)[32].
- mansyjski (Chanty-Mansyjski Okręg Autonomiczny)[27]
- nieniecki (Chanty-Mansyjski Okręg Autonomiczny[27], Jamalsko-Nieniecki Okręg Autonomiczny[28])
- selkupski (Jamalsko-Nieniecki Okręg Autonomiczny)[28]
- wepski (Karelia)[30]

Oficjalny status języków mniejszości narodowych w miejscach zwartego występowania tych mniejszości nadany został również w niektórych innych jednostkach administracyjnych Rosji (Baszkiria, Buriacja, Chakasja, Czukocki Okręg Autonomiczny, Mari El, Tatarstan, Udmurcja), jednak bez dokładnego określania, o jakie języki chodzi.